# Histoire des Pays de la Loire
L'histoire de la région « Pays de la Loire » débute avec le décret du 30 juin 1955, qui prévoit l'établissement de programmes d'action régionale dont l'objectif est de « promouvoir l'expansion économique et sociale ». L'arrêté ministériel du 28 novembre 1956, publié au Journal officiel du 6 décembre 1956, en précise le cadre.
Avant 1956 l'histoire est celle des différents territoires historiques qui la compose: 
- le Maine-et-Loire qui s'étend sur l'ancienne province d'Anjou,
- la Mayenne et la Sarthe sur l'ancien comté du Maine,
- la Vendée qui se situe dans l'ancien Poitou,
- et enfin, la Loire-Atlantique qui se trouvait partie intégrante du duché de Bretagne.